# Neolophonotus leucodiadema
Neolophonotus leucodiadema là một loài ruồi trong họ Asilidae. Neolophonotus leucodiadema được Londt miêu tả năm 1988. Loài này phân bố ở vùng nhiệt đới châu Phi.